# Glaucina mayelisaria
Glaucina mayelisaria är en fjärilsart som beskrevs av Blanchard 1966. Glaucina mayelisaria ingår i släktet Glaucina och familjen mätare. Inga underarter finns listade i Catalogue of Life.